# Miss of Miss Campus Queen Contest
Miss of Miss Campus Queen Contest（ミスオブミスキャンパスクイーンコンテスト）は、首都圏を中心に全国の各大学で選ばれたミスキャンパスの中から、更にミスにふさわしいのは誰かを決定するコンテストである。

## 概要
Miss of Miss Campus Queen Contestは、その年の都圏を中心に全国の各大学で選ばれたミスキャンパスの中から、日本一のミスキャンパスを決めるコンテストである。開催年度にもよるが、Web投票によって上位が本戦に出場する。2014年度からは、日本一のミスターキャンパスを決めるMr of Mr Campus Contestと併催されている。
2020年3月26日に開催されたMiss of Missは、コロナウイルスの感染拡大により史上初の無観客での開催となった。

## 歴代受賞者
| 開催年度 | グランプリ | グランプリ       | 準グランプリ        | 準グランプリ            | 審査員特別賞                   | 審査員特別賞                           |
| 開催年度 | 受賞者     | 大学             | 受賞者              | 大学                    | 受賞者                         | 大学                                   |
| -------- | ---------- | ---------------- | ------------------- | ----------------------- | ------------------------------ | -------------------------------------- |
| 2003年度 | 小正裕佳子 | 東京大学         | 杉浦友紀            | 上智大学                | 長谷川麻里子                   | 跡見学園女子大学                       |
| 2004年度 | 大愛理歌   | 跡見学園女子大学 | 八田亜矢子          | 東京大学                | 西里花                         | 甲南大学                               |
| 2005年度 | 秋田真琴   | 立教大学         | 久保典子            | 近畿大学                | 加藤祥子                       | 明治学院大学                           |
| 2006年度 | 高田らな   | 日本大学         | 池田美帆 長野美郷   | 学習院大学 上智大学     | 福田萌 城川祐貴                | 横浜国立大学 立教大学                  |
| 2007年度 | 鷲尾春果   | 法政大学         | 藤村侑加            | 東京女子大学            | 小松里紗                       | 西南学院大学                           |
| 2008年度 | 高見侑里   | 立教大学         | 加藤未奈            | 名古屋文化短期大学      | 武田華奈                       | 西南学院大学                           |
| 2009年度 | 小松愛唯   | 桜美林大学       | 斎藤由佳            | 学習院大学              | 樋野千美                       | 専修大学                               |
| 2010年度 | 伊藤弘美   | 立教大学         | 蒔田優衣            | 淑徳短期大学            | 畑下由佳                       | 成蹊大学                               |
| 2011年度 | 廣井佑果子 | 高知大学         | 長澤芽美            | 立教大学                | 増田美香                       | 大妻女子大学（多摩キャンパス）         |
| 2012年度 | 高橋加奈代 | 立命館大学       | 山口真麻            | 青山学院大学            | 小竹雪穂                       | 跡見学園女子大学                       |
| 2013年度 | 鎌田あゆみ | 立教大学         | 伊東紗冶子          | 近畿大学                | 鈴木沙耶                       | 青山学院大学                           |
| 2014年度 | 山際友里奈 | 立命館大学       | 杉山史織            | 中央大学                | 栗本苑                         | 横浜市立大学                           |
| 2015年度 | 山賀琴子   | 青山学院大学     | 海老原優香          | 学習院大学              | 石田静香                       | 立命館大学                             |
| 2016年度 | 松田有紗   | 立命館大学       | 大迫瑞季 浅古あいり | 東京理科大学 千葉大学   | 浅田春奈 青木美奈実 楫真梨子   | 日本女子大学 同志社大学 立教大学       |
| 2017年度 | 黒口那津   | 駒澤大学         | 福地礼奈 兼田日向子 | 日本大学 横浜市立大学   | 伊藤愛真 石黒菖 新保里歩       | 亜細亜大学 静岡大学 立正大学           |
| 2018年度 | 中村優花   | 南山大学         | 嘉部志音 藤井あみ   | 龍谷大学 日本大学       | 前田千恵 中谷彩伽 安原舞       | 桜美林大学 共立女子大学 龍谷大学       |
| 2019年度 | 西脇萌     | 日本大学         | 森下花音 松本楓加   | 千葉大学 成蹊大学       | 仲原舞子 中林奈々 西尾ゆい     | 東洋大学 立命館大学                    |
| 2020年度 | 神谷明采   | 東京大学         | 小川奏 山本瑠香     | 学習院大学 関西学院大学 | 松本美紅 木原渚 仲間由依       | 関西学院大学 同志社大学 立命館大学     |
| 2021年度 | 石川莉々花 | 慶應義塾大学     | 青野さくら 吉永光来 | 慶應義塾大学            | 新藤利佐 佐久間英凜 北野百笑   | 慶應義塾大学 関東学院大学 横浜国立大学 |
| 2022年度 | 宮本李菜   | 龍谷大学         | 木戸結菜 遠藤奈子   | 学習院大学 筑波大学     | 荒木美輝 川部萌々香 樋口愛梨彩 | 慶應義塾大学 日本大学 関西大学         |
| 2023年度 | 大平ひかる | 青山学院大学     | 渡辺華音 森田莉緒   | 実践女子大学 桜美林大学 | 久木田帆乃夏 野口結夢 川上理子 | 成蹊大学 慶應義塾大学 京都女子大学     |

## 本コンテスト出身の人物
| タレント       | 現職・所属事務所                                                                 | 出場年度                                                                       |
| -------------- | -------------------------------------------------------------------------------- | ------------------------------------------------------------------------------ |
| 山田玲奈       | セント・フォース所属 タレント                                                    | ミスオールキャンパス'97グランプリ、ミス慶應                                    |
| 西村美保       | 元タレント 俳優金子貴俊の妻                                                      | ミスオールキャンパス'99、ミス神戸女学院                                        |
| 戸部洋子       | フジテレビアナウンサー                                                           | ミスオールキャンパス'99準ミス、ミス立教                                        |
| 松岡洋子       | 元セント・フォース所属 元タレント                                                | ミスオールキャンパス'99ミスフォトジェニック賞、ミス実践女子大学                |
| 中野美奈子     | フォニックス所属 フリーアナウンサー                                              | ミスオールキャンパス'99ファイナリスト、ミス慶應                                |
| 藤島昌子       | 元北海道文化放送アナウンサー                                                     | ミスオールキャンパス2003、ミス成蹊大学                                         |
| 杉浦友紀       | NHKアナウンサー                                                                  | 2003準グランプリ、ミスソフィア                                                 |
| 小正裕佳子     | 元NHKアナウンサー                                                                | 2003グランプリ、ミス東大                                                       |
| 八田亜矢子     | セント・フォース所属 タレント                                                    | 2004準グランプリ、ミス東大                                                     |
| 八木依子       | サイドエー所属 タレント                                                          | 2004ファイナリスト、ミス実践                                                   |
| 片山千恵子     | NHKアナウンサー                                                                  | 2004ファイナリスト、ミスソフィア                                               |
| 野口綾子       | ホリプロ所属 タレント                                                            | 2004ファイナリスト、ミス東洋大                                                 |
| 秋田真琴       | 元フラーム所属 女優                                                              | 2005グランプリ、ミス立教                                                       |
| 加藤友理       | 元セント・フォース所属 タレント・女優                                            | 2005ファイナリスト、ミス東大                                                   |
| 見学奈緒       | エルフォーグ所属 ファッションモデル・タレント・リポーター                        | 2005ファイナリスト、ミス成蹊                                                   |
| 福田萌         | エキサイティング・トリガー所属 タレント、中田敦彦の妻                            | 2006審査員特別賞、ミス横浜国立大学                                             |
| 長野美郷       | セント・フォース所属 フリーアナウンサー                                          | 2006RITZ賞、ミスソフィア                                                       |
| 鷲尾春果       | セント・フォース所属 フリーアナウンサー                                          | 2007グランプリ、ミス法政大学                                                   |
| 青山真由子     | タレント                                                                         | 2007京都きもの友禅賞、ミス同志社女子                                           |
| 水谷幸恵       | 元ワンエイトプロモーション所属 元女優                                            | 2007ファイナリスト、ミス立教                                                   |
| 名務恵理菜     | 元松竹芸能所属 元タレント                                                        | 2007ファイナリスト、ミス京女                                                   |
| 高見侑里       | セント・フォース所属 フリーアナウンサー                                          | 2008グランプリ、ミス立教                                                       |
| 加藤未奈       | 元セントラルジャパン所属 元モデル                                                | 2008準グランプリ、ミス名古屋文化短期大学                                       |
| 武田華奈       | テレビ宮崎アナウンサー                                                           | 2008審査員特別賞、ミス西南学院大学                                             |
| 古谷有美       | TBSアナウンサー                                                                  | 2008マイクロソフト賞、ミスソフィア                                             |
| 久冨慶子       | テレビ朝日アナウンサー                                                           | 2008ファイナリスト、ミス青山                                                   |
| 本城結実       | エル・アミティエ所属 タレント・モデル                                            | 2008ファイナリスト、ミス日芸                                                   |
| 戸室穂美       | ショップチャンネルキャスト                                                       | 2008ファイナリスト、ミス東京女子大学                                           |
| 宇田川玲       | 元スプラウト所属                                                                 | 2008ファイナリスト、ミス専修                                                   |
| 小松愛唯       | 元ジャパン・ミュージックエンターテインメント所属 元non-noモデル、小島よしおの妻  | 2009グランプリ、ミス桜美林                                                     |
| 早川茉希       | ジョイスタッフ所属 フリーアナウンサー                                            | 2009ファイナリスト、ミス横浜国立大学                                           |
| 早川真理恵     | ホリプロ所属 タレント                                                            | 2009ファイナリスト、ミスソフィア                                               |
| 伊藤弘美       | セント・フォース所属 フリーアナウンサー                                          | 2010グランプリ、ミス立教                                                       |
| 畑下由佳       | 日本テレビアナウンサー                                                           | 2010審査員特別賞、ミス成蹊                                                     |
| 廣井佑果子     | 元アミューズ所属 女優                                                            | 2011グランプリ、ミス高知大学                                                   |
| 長澤芽美       | ウイントアーツ所属 タレント 第44回（2012年度）ミス日本ファイナリスト             | 2011準グランプリ、ミス立教                                                     |
| 増田美香       | ニチエンプロダクション所属 フリーアナウンサー                                    | 2011審査員特別賞、ミス大妻（多摩キャンパス）                                   |
| 阿部優貴子     | グロービス・キャピタル・パートナーズ社員                                         | 2011ファイナリスト、ミス学習院                                                 |
| 色紙千尋       | セントフォース所属 フリーアナウンサー                                            | 2011ファイナリスト、ミス成蹊                                                   |
| 笹崎里菜       | 元日本テレビアナウンサー                                                         | 2011ファイナリスト、ミズ東洋英和                                               |
| 橋本真帆       | 浅井企画所属 女優・タレント・モデル 週刊ヤングジャンプギャルコンテスト2011凖優勝 | 2011ファイナリスト、ミス安田女子短期大学                                       |
| 奥貫仁美       | 圭三プロダクション所属 フリーアナウンサー                                        | 2011ファイナリスト、ミス東海大                                                 |
| 小池花瑠奈     | 松竹エンタテインメント所属 タレント                                              | 2012ファイナリスト、ミス学習院                                                 |
| 板橋美奈       | CanCam it girl                                                                   | 2012ファイナリスト、ミスフェニックス                                           |
| 佐藤美希       | ホリプロ所属 タレント・女優・ファッションモデル                                  | 2012ファイナリスト、ミス獨協医科大学                                           |
| 西澤由夏       | AbemaTVアナウンサー                                                              | 2013ファイナリスト、ミス中央大学                                               |
| 山形純菜       | TBSアナウンサー ミス・インターナショナル2016日本代表                             | 2013ファイナリスト、ミス実践                                                   |
| 石津春花       | 元TiaraGirlオフィシャルモデル                                                    | 2013ファイナリスト、ミス國學院                                                 |
| 伊東紗冶子     | 元セント・フォース関西所属 元タレント                                            | 2014準グランプリ、2013ミス近畿大学                                             |
| 鈴木沙耶       | 元スプラウト所属                                                                 | 2014審査員特別賞、2013ミス青山                                                 |
| 栗本苑         | 第一生命ホールディングス社員                                                     | 2015審査員特別賞、2014ミス横浜市立大学                                         |
| 岡田彩花       | シグマ・セブンフェイス所属 モデル・タレント                                      | 2015アナトレ賞、2014ミス成蹊                                                   |
| 谷元星奈       | 関西テレビアナウンサー                                                           | 2015ファイナリスト、2014ミス千葉大                                             |
| 末岡志保美     | スペースクラフト所属 武道家・モデル・タレント                                    | 2015ファイナリスト、2014ミス横浜国立大学                                       |
| 宮本茉由       | オスカープロモーション所属 モデル                                                | 2015ファイナリスト、2014ミス実践                                               |
| 佐野伶莉       | 静岡朝日テレビアナウンサー                                                       | 2015ファイナリスト、2014ミス明治学院                                           |
| 西出早織       | VOCEST!                                                                          | 2015ファイナリスト、2014ミス学習院                                             |
| 山賀琴子       | 元研音所属 タレント                                                              | 2016グランプリ、2015ミス青山                                                   |
| 海老原優香     | フジテレビアナウンサー                                                           | 2016準グランプリ、2015ミス学習院                                               |
| 石田静香       | 元キャンパスラボ所属                                                             | 2016審査員特別賞、2015ミス立命館                                               |
| 阿部川緑       | 元アイドルユニット「フルーツ」メンバー                                           | 2016ミスインターナショナル賞、2015ミス淑徳                                     |
| 並木万里菜     | テレビ朝日アナウンサー                                                           | 2016DHC賞、2015ミス成蹊                                                        |
| 幡谷明里       | 福島テレビアナウンサー                                                           | 2016ファイナリスト、2015ミス福島大学                                           |
| 高里絵理奈     | テレビ静岡アナウンサー                                                           | 2016ファイナリスト、2015ミス成城                                               |
| 井上綾夏       | ホリプロ所属 フリーアナウンサー                                                  | 2016ファイナリスト、2015ミス獨協                                               |
| 福永裕梨       | 北海道テレビ放送アナウンサー                                                     | 2016ファイナリスト、2015ミス神戸大学                                           |
| 浅古あいり     | キャンパスラボ所属 第6はとバスイメージガール                                     | 2017準グランプリ、ミス千葉大                                                   |
| 大迫瑞季       | 元キャンパスラボ所属                                                             | 2017準グランプリ・DHC賞、2016ミス理科大                                        |
| 楫真梨子       | 元スプラウト所属                                                                 | 2017審査員特別賞、2016ミス立教                                                 |
| 浅田春奈       | NHKアナウンサー                                                                  | 2017審査員特別賞・C CHANNEL賞・モデルプレス賞、2016ミス日本女子大学            |
| 青木美奈実     | 南海放送アナウンサー                                                             | 2017審査員特別賞、2016ミス同志社                                               |
| 雨宮七紀       | 元キャンパスラボ所属                                                             | 2017Heather賞、2016ミス國學院                                                  |
| 篠原梨菜       | TBSアナウンサー                                                                  | 2017楽天賞、2016ミス東大                                                       |
| 秋山未有       | プラチナムプロダクション タレント                                                | 2017ラザールダイヤモンド賞、2016ミス龍谷                                       |
| 山下耀子       | ホリプロ所属 タレント                                                            | 2017ミスコレ賞、2016ミス高知大                                                 |
| 福田成美       | 元グッド!モーニングキャスター 元セント・フォース所属 フリーアナウンサー          | 2017ファイナリスト、2016ミス青山                                               |
| 廣木葵         | スペースクラフト所属 モデル・タレント・女優                                      | 2017ファイナリスト、2016準ミス桜美林                                           |
| 小山瑶         | 元テレビユー山形アナウンサー                                                     | 2017ファイナリスト、2016ミス成城                                               |
| 鹿田雪子       | ケイオスPRO所属 タレント                                                         | 2017ファイナリスト、2016ミス関大                                               |
| 澤井志帆       | 静岡第一テレビアナウンサー                                                       | 2017ファイナリスト、2016ミスあべの（大阪府立大学・大阪市立大学）ファイナリスト |
| 宍戸彩乃       | 書道家・タレント                                                                 | 2017ファイナリスト、2016年準ミス宇都宮大                                       |
| 西ノ入菜月     | 仙台放送アナウンサー                                                             | 2017ファイナリスト、2016ミス共立女子                                           |
| デイビス美也那 | 元キャンパスラボ所属                                                             | 2017ファイナリスト、2016準ミス横浜市立大                                       |
| 黒口那津       | レプロエンタテインメント所属 タレント                                            | 2018グランプリ、2017ミス駒澤                                                   |
| 福地礼奈       | NHK福岡放送局契約キャスター                                                      | 2018準グランプリ、2017ミスMISAKI                                               |
| 新保里歩       | スターダストプロモーション所属 キャスター・リポーター                            | 2018審査員特別賞、2017ミス立正大                                               |
| 伊藤愛真       | 01familia所属 タレント・卒業☆星メンバー                                          | 2018審査員特別賞、2017ミス亜細亜大                                             |
| 宮本夏花       | ディスカバリー・ネクスト所属                                                     | 2018アナトレ賞、2017同志社女子                                                 |
| 西脇梨紗       | スペースクラフト所属 モデル                                                      | 2018DHC賞、2017ミス國學院                                                      |
| 東菜美子       | non-noカワイイ選抜                                                               | 2018ミスコレ賞、2017準ミス日本女子大学                                         |
| 斉藤瑞季       | キャンパスクイーン所属 モデル・タレント                                          | 2018ファイナリスト、2017ミス日芸                                               |
| 弦間彩華       | テレビ静岡アナウンサー、元IBC岩手放送アナウンサー                                | 2018ファイナリスト、2017ミス成蹊                                               |
| 鈴木康代       | CanCam it girl                                                                   | 2018ファイナリスト、2017ミス中央                                               |
| 神田朝香       | セント・フォース所属 タレント                                                    | 2018ファイナリスト、2017ミス桜美林                                             |
| 三関紗彩       | 元スペースクラフト所属                                                           | 2018ファイナリスト、2017準ミス桜美林                                           |
| 小数賀芙由香   | 元アップフロントプロモーション所属 元子役・アンジュルムメンバー                  | 2018ファイナリスト、2017ミス実践                                               |
| 古市玲奈       | キャンパスクイーン所属 Ray専属読者モデル・プリ❤クラ                              | 2018ファイナリスト、2017準ミス明治学院                                         |
| 工藤舞子       | NHK鳥取放送局契約キャスター                                                      | 2018ファイナリスト、2017準ミス駒澤                                             |
| 玄田和美       | キャンパスラボ所属                                                               | 2018ファイナリスト、2017ミズ東洋英和                                           |
| 牧村里奈       | キャンパスクイーン所属 Ray専属読者モデル・プリ❤クラ                              | 2018ファイナリスト、2017準ミス理科大                                           |
| 田川紗永       | キャンパスクイーン モデル・タレント                                              | 2018ファイナリスト、2017ミス帝京                                               |
| 高砂ひなた     | サンミュージックブレーン タレント                                                | 2018ファイナリスト、2017準ミス帝京                                             |
| 井澤萌莉       | CanCam it girl                                                                   | 2018ファイナリスト、2017準ミス東京医科大学                                     |
| 黒田詩織       | 元セント・フォース関西所属 タレント                                              | 2018ファイナリスト、2017ミス立命館                                             |
| 山根七星       | セイ所属 リポーター                                                              | 2018ファイナリスト、2017準ミス同志社女子                                       |
| 小島七海       | non-noカワイイ選抜                                                               | 2018ファイナリスト、2017ミス龍谷                                               |
| 岩本さくら     | オスカープロモーション所属 タレント                                              | 2018ファイナリスト、2017ミス信州大学                                           |
| 成重優梨       | Charo所属 YouTuber                                                               | 2018ファイナリスト、2017準ミス西南学院大学                                     |
| 小髙茉緒       | 日本テレビアナウンサー                                                           | 2018ファイナリスト、2017ミス日大法学部                                         |
| 中村優花       | 古舘プロジェクト所属 タレント                                                    | 2019グランプリ、2018ミス南山                                                   |
| 藤井あみ       | ベンヌ所属 タレント                                                              | 2019準グランプリ・ミスリゼクリニック賞、ミス日大文理学部                       |
| 中谷彩伽       | TEMISU Agency所属 モデル・女優 ミス日本コンテスト2020ファイナリスト              | 2019審査員特別賞、2018ミス共立女子                                             |
| 前田千恵       | ミスマガジン2019 SHOWROOM賞 アイドルユニット「elsy」メンバー 現芸名「愛森ちえ」  | 2019審査員特別賞、2018ミス桜美林                                               |
| 佐々木舞音     | TBSアナウンサー                                                                  | 2019DHC賞、2018準ミスソフィア                                                  |
| 田本詩織       | 元スターダストプロモーション所属 元タレント                                      | 2019モデルプレス賞、2018ミス青山                                               |
| 牧村一穂       | 静岡エフエム放送アナウンサー                                                     | 2019ミスコレ賞、2018準ミス慶應SFC                                              |
| 脇田璃奈       | 元キャンパスクイーン所属 元モデル・アイドル・元カレッジ・コスモスメンバー        | 2019ファイナリスト、2018ミス理科大                                             |
| 登坂明子       | CAMPUS ROOM所属 Ray専属読者モデル・プリ❤クラ                                     | 2019ファイナリスト、2018ミス成蹊                                               |
| 早坂奈都       | CanCam it girl                                                                   | 2019ファイナリスト、2018準ミス成蹊                                             |
| 寺坂真里奈     | キャンパスクイーン所属                                                           | 2019ファイナリスト、2018ミス桜美林                                             |
| 細沼紗花       | キャンパスクイーン所属                                                           | 2019ファイナリスト、2018ミス國學院                                             |
| 菅真鈴         | キャンパスクイーン所属                                                           | 2019ファイナリスト、2018ミス國學院ファイナリスト                               |
| 新名未来       | 駆け出しの飛行少女メンバー、Ray専属読者モデル・プリ❤クラ                         | 2019ファイナリスト、2018ミス実践                                               |
| 神谷明采       | タレント・会社経営者                                                             | 2021グランプリ、2020ミス東大                                                   |
| 山本瑠香       | セント・フォース関西所属 タレント                                                | 2021準グランプリ・ミスリゼクリニック賞、ミスキャンパス関西学院2020             |
| 川部萌々香     | ジャパネットたかた ラジオMC                                                      | 2023審査員特別賞、2022ミス日大法学部                                           |
| 出町杏奈       | ALWAYS所属                                                                       | 2023モデルプレス賞                                                             |
| 久木田帆乃夏   | 「オールナイトフジコ」フジコーズ                                                 | 2024審査員特別賞、2023ミス成蹊                                                 |

## 開催経緯
1997年度から2002年度までは「ミスオールキャンパス」として開催されていた。
97年ミス山田玲奈（慶応大学）、99年ミス中野美奈子 準ミス戸部洋子（立教大学）、99年ミス西村美保（神戸女学院大学）、03年ミス藤島昌子（成蹊大学）以上判明分。
2005年までは首都圏と関西地方のミスキャンパスに出場権が与えられていた。
2006年から2008年までは全国各地の大学から出場できるようになり、出場大学数が大幅に増加したためWeb投票を実施して上位だけがフジテレビ会場選に進出する方式になった。当時では全国主要大学のミスキャンパスが一堂に集まり競うイベントは、このMiss of Miss Campus Queen Contestだけであった。また当該の3年間は、フジテレビの冬のイベントHOT☆FANTASY ODAIBAの一イベントという形で実施された。
2009年のコンテストでは出場地域が首都圏中心に限られ、開催当初から出場を続けてきた関西地方の大学は参加しなかった（2009年に首都圏以外から参加したのは福岡大の1名のみ）。
2010年のコンテストでは、再び全国の大学のミスキャンパスがノミネートされ、Web投票によって上位が本戦に出場した。
2013年度までは、毎年12月下旬にお台場パレットタウンの教会市場 で行われ、翌年2月頃の深夜にフジテレビでその模様をまとめた特番を放送していた。このような経緯から、同局は2013年度まで当コンテストの主催者でもあった。
2014年度大会 以降は、年度末となる3月下旬に会場をZepp DiverCity（TOKYO）に移し行われている。
2015年度大会は、6本のテレビ番組でニュースとして取り上げられるなどしている。
学生団体MARKS（参加校は青山学院、跡見学園女子、学習院、実践女子、成蹊、東京、東洋、日本、明治、明治学院、立教、早稲田、などの各校）と、ミスキャンパスポータルサイト「MISSCOLLE」を運営している株式会社エイジ・エンタテインメントが主催している。